# Jean Hoenen
Jean Hoenen (* 1955) ist ein deutscher Filmproduzent, Regisseur und Unternehmer aus Mönchengladbach.
Insbesondere während der 1990er Jahre wurde er durch seine zahlreichen Erotikfilme bekannt, welche in entsprechenden Genres weltweite Verbreitung erlangten. Darüber hinaus gilt er als Entdecker des Porno-Stars Veronica Moser, welche in zahlreichen seiner „Sperrgebiet“-Filmen zum Einsatz kam.
In Mönchengladbach betreibt er diverse Clubs, Sexshops und Videotheken, in denen regelmäßig auch Autogrammstunden sowie signierte DVD-Verkäufe stattfinden.
Auch regelmäßige Szene-Partys, welche u. a. im KitKatClub stattfinden, wurden und werden von Jean Hoenen organisiert. Er ist regelmäßig in Mönchengladbach auf öffentlichen Veranstaltungen anzutreffen und durch zahlreiche medienwirksame Interviews präsent.
Im Rahmen seiner zahlreichen Erotikproduktionen baute Jean Hoenen über die Jahre ein umfangreiches Firmennetzwerk nachhaltig auf, welches er ab 2012 teilweise an einen internationalen Investor in Brasilien verkaufte.
Er spricht fließend Deutsch, Englisch und Französisch.